# Ernesto Ariel
Ernesto Ariel (Ernesto Rubén Spector; * 3. Juli 1948 in Buenos Aires) ist ein argentinischer Tangosänger.

## Leben
Ariel studierte Gesang bei Mabel Moreno und Mónica Galli und Gitarre bei Luis Pinto und besuchte die Schauspielklassen von Isidro Fernán Valdés. 1972 debütierte er in der Fernsehsendung Grandes valores del tango. Er trat in der Folgezeit in den wichtigen Tango-Locations von Buenos Aires auf, u. a. im El Nacional (1975), im Trasnochando (1978), im Almatango (2000–2003), der La Casa del Tango (2002) und im El Duende del Tango (2004) und in jüngerer Zeit im Café Cultural El Desván in El Abasto. 2004 nahm er, begleitet von einer Gitarrengruppe unter der Leitung von Paco Peñalva, die CD Del Abasto auf.